# 玻利維亞鈍囊鯰
玻利維亞鈍囊鯰，為輻鰭魚綱鯰形目鼬鯰科的其中一種，為熱帶淡水魚，分布於南美洲委內瑞拉奧里諾科河流域，體長可達10.2公分，棲息在底層水域，生活習性不明。